# Douma législative du kraï de Khabarovsk
Douma législative du kraï de Khabarovsk, Rue Mouriamov-Amourski, Khabarovsk
La Douma législative du kraï de Khabarovsk (en russe : Законодательная дума Хабаровского края, iZakonodatelnaïa douma Khabarovskogo kraïa) est le parlement monocaméral du kraï de Khabarovsk établi en 1993, et réaffirmé par la charte du kraï de Khabarovsk du 19 mai 2022. Il siège à Khabarovsk, rue Mouriamov-Amourski. Il est constitué de trente-deux députés de la population du territoire. Les députés sont les représentants du peuple, et non d'un seul parti. Les députés sont élus au suffrage universel, selon un système électoral mixe. La durée d'une législature est de 5 ans.

## Siège
La douma législative du kraï de Khabarovsk siège au no 19 de la rue Mouriamov-Amourski, dans le raïon de Kirov, dans le centre-ville de Khabarovsk. Les lignes de bus 14, 19, 34 et 155 desservent le bâtiment.

## Système électoral
Conformément à la législation en vigueur « Sur la Douma législative du kraï de Khabarovsk », il y a 36 députés qui sont élus tous les 5 ans à la Douma selon un système mixte, avec 12 députés élus à la proportionnelle par partis et 24 élus dans des circonscriptions uninominales.

## Histoire
Les dernières élections ont été tenues le 8 septembre 2019 dans le cadre des élections infranationales russes de 2019. Ces élections sont un séisme politique, le parti libéral-démocrate du alors gouverneur Sergueï Fourgal gagne 30 des 36 sièges. Pour Russie unie, c'est un échec cuisant, perdant leur majorité avec 28 sièges perdues.
En décembre 2019, un député du LDPR a été élu sénateur au conseil de la fédération, et en juin 2020, Viatcheslav Fourgal, le frère du gouverneur et député est mort à cause du COVID-19.
Une élection partielle se tint le 13 septembre 2020 pour le siège du député devenu sénateur, dans la circonscription no 4 (Topolevo, raïon de Khabarovsk), lors des élections infranationales russes de 2020. C'est une membre de Russie unie qui l'emporta, au dépit du LDPR.
Le 25 avril 2021, une élection partielle a lieu dans la circonscription no 15 (Sovetskaïa Gavan) et c'est Russie unie qui emporte le siège,.
En parallèle, diverses transferts politiques de députés ont eu lieu. Par exemple, le groupe mono-député de Iabloko s'est dissout, et le député a rejoint le groupe de Russie unie.
De plus le 27 janvier 2021, deux députés communistes ont été expulsé du parti, mais ils siègent toujours au sein du groupe communiste à la Douma. Un des deux a fait appel de la décision, puis fut réintégré dans le parti avant d'entre être à nouveau exclu en novembre 2022.
Malgré les élections partielles, cette Douma est celle où Russie unie a le moins de siège de tous le pays.

## Présidents
| Période     | Président              | Président                            | Parti | Parti                   |
| ----------- | ---------------------- | ------------------------------------ | ----- | ----------------------- |
| 1994-2001   |                        | Viktor Alexeïevitch Ozerov (ru)      |       | Indépendant             |
| 2001-2009   |                        | Iouri Ivanovitch Onoprienko (ru)     |       | Indépendant (1991-2001) |
| 2001-2009   | Russie unie (dès 2002) | Iouri Ivanovitch Onoprienko (ru)     |       |                         |
| 2009-2010   |                        | Anatoly Bentsianovitch Ostrovski     |       | Indépendant             |
| 2010-2013   |                        | Sergueï Alexeïevitch Khokhlov (ru)   |       | Russie unie             |
| 2013-2016   |                        | Viktor Vladimirovitch Tchoudov (ru)  |       | Russie unie             |
| 2016-2019   |                        | Sergueï Leonidovitch Lougovskoï (ru) |       | Russie unie             |
| Depuis 2019 |                        | Irina Valerievna Zikounova (ru)      |       | Russie unie             |

## Composition

### Mandature 2019-2024
La mandature a été élu le 8 septembre 2019 lors des élections infranationales russes de 2019, avec en suite deux élections partielles en 2020 et 2021.
La mandature depuis novembre 2021 :
| Présidente de la Douma législative du kraï de Khabarovsk |       |       |      |                           |
| Irina Zikounova (LDPR)                                   |       |       |      |                           |
| Parti                                                    | Sigle | Sigle | Élus | Groupe                    |
| Majorité (26 sièges)                                     |       |       |      |                           |
| Parti libéral-démocrate de Russie                        |       | LDPR  | 26   | Majorité régionale        |
| Opposition (11 sièges)                                   |       |       |      |                           |
| Russie unie                                              |       | ER    | 5    | Russie unie et apparentés |
| Indépendant                                              |       | Ind.  | 1    | Russie unie et apparentés |
| Parti communiste de la fédération de Russie              |       | KPRF  | 1    | Communistes et apparentés |
| Indépendants                                             |       | Ind.  | 2    | Communistes et apparentés |

Changements de la VIIe législature
Lors des élections de 2019
Au 6 novembre 2019
Après l'élection partielle de 2020.
Depuis fin 2021.

## Commissions
| Commission | Président                        | Parti | Parti | Circonscription      |
| --- | -------------------------------- | ----- | ----- | -------------------- |
| Commission du budget, de la fiscalité et du développement économique                                                | Tsmakalov, Kirill Igorevitch     |       | LDPR  | no 1 - Méridionale   |
| Commission sur l'industrie, l'entrepreneuriat et les infrastructures                                                | Lopatine, Viktor Sergueïevitch   |       | LDPR  | no 13 - Industriel   |
| Commission sur les questions de structure de l'État et d'autonomie locale                                           | Gudine, Igor Ananievitch         |       | LDPR  | no 30                |
| Commission sur la construction, du logement, des services communaux et du secteur des hydrocarbures et de l'énergie | Brousko, Alexandre Sergueïevitch |       | LDPR  | no 22 - Solnetchni   |
| Commission sur la politique sociale                                                                                 | Ouchakova, Olga Viatcheslavovna  |       | LDPR  | no 5 - Chemin de fer |